# Milana Knežević
Milana Knežević (1999. május 5. –) szerb női válogatott labdarúgó. A szegedi St. Mihály FC játékosa.

## Pályafutása
A Spartak Subotica 2014 februárjában szerződtette a korábban Nagykikindán ígéretes pályafutást felmutató támadót.
A Szabadkán eltöltött időszak alatt három bajnoki címet és négy kupagyőzelmet szerzett együttesével.
2017-ben a szezon végén a TSC Kanjiža gárdájához távozott.
2022. június 8-án a St. Mihály FC hivatalos oldalán jelentette be érkezését.

### A válogatottban
2021. október 26-án a Törökország elleni világbajnoki selejtező mérkőzésen lépett pályára első alkalommal nemzeti színekben.

## Sikerei

### Klubcsapatokban
Szerb bajnok (3):
- Spartak Subotica (3): 2014–15, 2015–16, 2016–17

 Szerb kupagyőztes (4):
- Spartak Subotica (4): 2014, 2015, 2016, 2017

## Statisztikái

### Klubcsapatokban
2023. március 18-ával bezárólag
| Klub             | Szezon           | Bajnokság | Bajnokság | Kupa  | Kupa | Nemzetközi | Nemzetközi | Össz. | Össz. |
| Klub             | Szezon           | Mérk.     | Gól       | Mérk. | Gól  | Mérk.      | Gól        | Mérk. | Gól   |
| ---------------- | ---------------- | --------- | --------- | ----- | ---- | ---------- | ---------- | ----- | ----- |
| St. Mihály FC    |                  |           |           |       |      |            |            |       |       |
| 2022–23          | 22               | 8         | 2         | 0     | 0    | 0          | 24         | 8     |       |
| 2023–24          | 12               | 5         | 1         | 1     | 0    | 0          | 13         | 6     |       |
| Összesen         | 34               | 34        | 13        | 3     | 1    | 0          | 0          | 37    | 14    |
| Karrier összesen | Karrier összesen | 34        | 13        | 3     | 1    | 0          | 0          | 37    | 14    |

### A válogatottban
2022. június 24-ével bezárólag
| Válogatott | Szezon   | Mérk. | Gól |
| ---------- | -------- | ----- | --- |
| Szerbia    |          |       |     |
| 2021       | 1        | 0     |     |
| 2022       | 1        | 0     |     |
| Összesen   | Összesen | 2     | 0   |